# Prix Fabien
Le prix Fabien, de la fondation du même nom, est un ancien prix annuel de philosophie, créé en 1897 par l'Académie française et « décerné aux auteurs qui auront proposé les moyens les plus justes, les plus efficaces, les plus pratiques pour améliorer la situation morale et matérielle de la classe la plus nombreuse ».

## Liste des lauréats

### De 1898 à 1920
- 1898 : 
  - Paul Matrat (1838-19..) pour Prévoyance générale à l’école et dans la famille
  - Paul Mimande (1847-1913) pour Criminopolis
- 1899 : 
  - Augustin de Malarce (1828-19..?) pour Histoire et manuel de l’institution des caisses d’épargne scolaires
  - Albert Montheuil pour L’assistance publique à l’étranger : Allemagne, Angleterre, Belgique, Pays-Bas, Suède et Norvège
- 1900 : 
  - Henri Desclais (1850-19..) pour Les Stupéfiés
  - Jean Hélie pour Le vagabondage des mineurs
  - Antoine Pressard (1830-1906) pour Histoire de l’association philotechnique
- 1901 : 
  - George Dambmann et Noël Verney (1863-19..) pour Les puissances étrangères dans le Levant, en Syrie et en Palestine
  - Robert de Rocquigny (1845-19..) pour Les syndicats agricoles et leur œuvre
  - Ferdinand Dreyfus pour Misères sociales et études historiques
- 1902 : 
  - Étienne Martin Saint-Léon (1860-1934) pour Histoire des corporations de métiers. Le Compagnonnage
  - Paul Strauss pour Dépopulation et puériculture
- 1903 : 
  - Emmanuel de Martonne pour La Valachie
  - Joceleyn Pène-Siefert pour Jaunes et blancs en Chine : les jaunes
  - Louis Rivière (1845-1922) pour Mendiants et vagabonds : économie sociale
- 1904 : 
  - G. Dagnaud  (1860-19..) pour La condition des ouvriers des arsenaux de la Marine
  - Joachim du Plessis de Grenédan pour Géographie agricole de la France et du monde
  - Henry Dumolard (1871-1954) pour Le Japon politique, économique et social
  - Charles Mannheim pour La condition des ouvriers dans les manufactures de l’État (Tabacs, allumettes)
- 1905 : 
  - Emmanuel Dedé (1873-19..) pour Les sociétés de secours mutuels, leur rôle économique et social
  - Paul Imbert (1872-19..) pour Les retraites des travailleurs : études sociales
  - Raoul Jay (1856-1921) pour La protection légale des travailleurs
  - Louis Radiguer pour Maîtres-imprimeurs et ouvriers typographes
  - André Siegfried pour La démocratie en Nouvelle-Zélande
- 1906 : 
  - Comte Louis-Henri de Courte pour La Nouvelle-Zélande
  - Ernest-Amédée de Renty pour Les chemins de fer coloniaux en Afrique
  - Paul Labbé pour Sur les grandes routes de Russie entre l'Oural et la Volga
  - Octave Noël (1846-1918) pour Histoire du commerce du monde, depuis les temps les plus reculés
  - Touring Club pour Sites et monuments de France
- 1907 : 
  - Étienne Béchaux pour La question agraire en Irlande au commencement du XIXe siècle
  - René E. Bossière pour La prospérité des ports français
  - Laurence de Laprade pour Le poinct de France et les centres dentelliers au XVIIe et XVIIIe siècles
  - Octave Depont (1862-19..) pour Mutualité coloniale : mutualité musulmane, le congrès d'Alger-Tunis
  - Albert B. Martinez (1868-1925) et Maurice Lewandowski pour L’Argentine au XXe siècle
- 1908 : 
  - Georges Biard d'Aunet (1844-1934) pour L’aurore australe
  - Ventura Garcia Calderón (1886-1959) et Paul Walle pour Le Pérou économique
  - Paul Cunisset-Carnot pour La vie à la campagne
  - Henri d'Ollone pour La Chine novatrice et guerrière
  - Léon Legras (1870-1943) pour Histoire de la commune de Tronquay
- 1909 : 
  - Maurice Bellom (1865-1919) pour La mission sociale des élèves des Écoles techniques à l’étranger et en France
  - René Lavollée (1842-1927) pour Les fléaux nationaux : dépopulation, pornographie, alcoolisme, affaiblissement moral
  - Mme J-P Razous pour Le devoir social des patrons et les obligations morales des ouvriers et employés
  - Anatole Weber pour À travers la mutualité, étude critique sur les sociétés de secours mutuels
- 1910 : 
  - Léon Dupont pour Conférences familières aux ouvriers : portraits, dictons, dialogues
  - Gustave Lancry et André-François-Marie Guérillon pour Les villes meurtrières. La dot agraire
  - Émile Pierret (1859-19..) pour Vers la lumière et la beauté : essai d'esthétique sociale
- 1911 : 
  - Adéodat Boissard pour Contrat de travail et salariat
  - J.-Joseph Soleil et Georges Bonnefoy (1859-1919) pour Le livre des paysans
  - Édouard Cormouls-Houlès (1872-19..) pour L’assistance par le travail
  - Georges de Fontenouille et Paul Roux (1876-1949) pour La crise rurale
  - Louis de Meurville (1845-1936) pour La cité future
  - Joseph-Honoré Ricard pour Au pays landais
  - Anatole Weber pour L’enseignement de la prévoyance
- 1912 : 
  - Maurice Deslandres pour L’acheteur, son rôle économique et social. Les Ligues sociales d'acheteurs
  - Victor Diligent pour Les orientations syndicales
  - Frédéric Duval pour Les livres qui s’imposent
  - Jacques Gilbert Joseph Mornet  pour La protection de la maternité en France
  - Barthélemy Profit pour La mutualité nouvelle
  - Rochenor pour À travers les ruelles
  - Maurice Vanlaer (1871-1934) pour Problèmes sociaux
- 1913 : 
  - Léon Berthaut (1864-1946) pour Les vainqueurs de la mer, histoire générale de la marine
  - Henri Biget pour Le logement de l’ouvrier
  - Henry Coullet pour Une Idée heureuse. Les restaurants gratuits des mères-nourrices
  - Joseph Danel  pour Les Idées économiques et sociales de Ruskin
  - Cornélis de Witt pour En pensant au pays
  - Jules Emily pour La mission Marchand
  - Pierre Famin (1855-1922) pour Propos d’un colonial
  - Louis Jacquet (1864-1924) pour L’alcool, étude économique générale
  - Georges Maze-Censier pour Les vies sociales
  - Pierre Saint-Quay pour Vivre ou se laisser vivre
  - Ferdinand-Antonin Vuillermet (1875-1927) pour Le suicide d’une race
- 1914 : 
  - Comte Émile de Laubier (1854-1921) pour Manuel pratique des institutions sociales agricoles
  - Abbé Henri Defoy  pour Le Citoyen
  - Joachim du Plessis de Grenédan pour Manuel pratique des institutions sociales agricoles
  - Maurice de Gailhard-Bancel pour Les anciennes corporations de métiers et la lutte contre la fraude dans le commerce et la petite industrie
  - Emmanuel Gounot pour Les réformes professionnelles par le référendum patronal
- 1915 : 
  - Louis Bonneff
  - Louis Laffitte
- 1916 : 
  - Louis Bonjean
  - Paul Boyaval pour La lutte contre le Sweating-System
  - Théodore Joran pour Syndicats du bâtiment
  - Émile Le Senne pour Frédéric Bastiat
  - Pierre-Gaston Mayer
  - Philippe Régnier pour La maison neuve
- 1917 : 
  - Andrée d'Alix  pour La Croix-Rouge française. Le rôle patriotique des femmes
  - Mme J. Folliasson  pour Mouvement de la population en Maurienne au XIXe siècle
  - Louise Zeys pour Les petites industries rurales et leurs évolutions
- 1918 : 
  - Georges Benoit-Lévy pour Villages, jardins, etc.
  - Georges Biard d'Aunet (1844-1934) pour La Politique et les affaires après la guerre
  - Henriette de Vismes (1884-1958) pour Histoire authentique et touchante des marraines et des filleuls de guerre
  - Jean-Léopold Duplan (1861-1941) pour Lettres d’un vieil Américain à un Français
  - Paul Emard pour Dans la nuit laborieuse
  - Georges Hersent pour La Réforme de l’Éducation nationale
  - Norbert Lallié pour La guerre au commerce allemand
  - Georges Maurevert (1869-1964) pour L’alcool contre la France
  - Maximin-Léonce Royet (1866-1947) pour Allons, enfants de la patrie !
- 1919 : 
  - Alfred Krug (1859-1933) pour Pour la repopulation et contre la vie chère
  - André Pinard  pour La Consommation, le Bien-Être et le Luxe
  - Jean Vic pour La littérature de guerre
- 1920 : 
  - Edmond Buron (1874-1942) pour Donnez des terres aux soldats
  - Pierre-Edmond Hugues pour Un impôt sur le revenu sous la Révolution dans le Bas-Languedoc
  - Joseph-Honoré Ricard pour L’appel de la terre
  - Georges Valois pour L’Économie nouvelle

### De 1921 à 1940
- 1921 : 
  - Fernand Auburtin (1853-1931) pour La Natalité, l’Individualisme et le Code civil
  - Louis Bordeaux (1878-1924) pour La question du Rhône
  - Georges Coquelle et Georges Valois pour Intelligence et production
  - Antoine-L. Galéot (1884-19..) pour Les systèmes sociaux et l’organisation des nations modernes
  - Camille-Georges Picavet (1881-1934) pour Une démocratie historique : la Suisse
  - Pierre Quentin-Bauchart (1881-1916) pour La crise sociale de 1848
- 1923 : 
  - Louise Hervieu pour Le Braséro
  - Barthélemy Profit pour La coopération à l’École primaire
  - Jacques Valdour (1872-1938) pour Ouvriers parisiens d’après guerre
- 1924 : 
  - Charles Ballot pour L’introduction du machinisme dans l’industrie française, publié par M. Claude Gével
  - Henri Brun pour Le domaine rural
  - Pierre Magnier de Maisonneuve (1896-1983) pour Les institutions sociales en faveur des ouvrières d’usine
  - Alfred Michelin pour Conseils aux aînés de mon patronage
- 1925 : 
  - Henri Baraude (1859-1950) pour Au pays du mirage. Syrie et Palestine
  - Alida Calel pour La terre du Bon Dieu
  - Henriette Charasson pour Faut-il supprimer le gynécée ?
  - Marguerite Duportal (1869-1946) pour De la volonté
  - Émile Grouard pour Souvenirs de mes soixante ans d’apostolat dans l’Athabaska Makenzie
  - Édouard Guyot pour Le socialisme et l’évolution de l’Angleterre contemporaine (1880-1914)
  - Gabriel Jeanton pour Le Mâconnais traditionaliste et populaire
  - Georges Lefebvre pour Les paysans du Nord pendant la Révolution française
- 1926 : 
  - Jean de Vincennes (1894-1972) pour De pauvres vies
  - Gustave Gautherot pour Le monde communiste
  - Fernand Mauvezin pour Rose des métiers
  - Camille Moreau-Bérillon pour Au pays du Champagne
- 1927 : 
  - Louis Arnould pour Âmes en prison. L'École française des sourdes-muettes-aveugles.
  - Karen Bramson pour Parmi les hommes
  - G. Chaumette pour Pour le bonheur des hommes
  - Henri Fontanille pour L’œuvre sociale d’Albert de Mun
  - Pierre Grandadam pour Ce que tout français devrait savoir
  - A. Lorbert (1892-1952) pour La France au travail
  - Jacques Péricard pour J'ai huit enfants. Roman d’un papa
- 1928 : 
  - Prosper Boissonnade pour Le socialisme d’État (1453-1661)
  - Julie de Mestral-Combremont (1863-1954) pour Joséphine Butler
  - Pierre Delsuc pour La rude nuit de Kervizel
  - Georges Guitton (1877-1962) pour Léon Harmel (1829-1915)
  - Charles Maignen pour Maurice Maignen… et les origines du mouvement social chrétien en France, 1822-1899
  - Claude Verley (1879-1934) pour Un ingénieur chrétien, Paul Bertrand (1894-1925)
- 1929 : 
  - Philippe Aubrun pour Pour la Patrie par l’école
  - Maria Biermé pour Jules le jeune
  - Paul Coze et René Thévenin pour Mœurs et histoires des Peaux-Rouges
  - Charles Grimaud (1874-1950) pour Futurs époux, Futures épouses, Futurs prêtres, L’épouse attrait du foyer et Jeunes et vieux ménages
  - Jehan d'Ivray pour L’aventure Saint-Simonienne et les femmes
  - Henry Laporte pour Le premier échec des rouges
  - Pierre Lévy-Falco pour Les auxiliaires sociales
  - André Maillet (1889-1968) pour  Pour devenir un homme
  - G. Marcel-Rémond pour L’immigration italienne dans le sud-ouest de la France
  - Albert Niessel pour La maîtrise de l’air
  - Victor Pauchet pour Le chemin du bonheur
- 1930 : 
  - André Baudrillart (1862-1949) pour Mœurs païennes, mœurs chrétiennes
  - Hyacinthe de Gailhard-Bancel pour Les syndicats agricoles aux champs et au Parlement
  - Jean Yole pour Le malaise paysan
  - Jean Robert (1881-1949) et Gabriel Remy (1880-19..) pour Une grande figure et un grand coeur, l’abbé Lemire
  - Henry Reverdy pour Les fausses maximes de la jeunesse
  - Édouard Verdin (1854-1935) pour La fondation du syndicat des employés du commerce
- 1931 : 
  - Émile Coornaert pour Un centre industriel d'autrefois : la draperie-sayetterie d’Hondschoote (XVIIe et XVIIIe siècles)
  - Floris Delattre pour L’Angleterre d’après-guerre et le conflit houiller
  - François Hébrard pour Soigne ton corps, forme ta volonté
  - Félix Ponteil (1892-1985) pour La situation économique du Bas-Rhin
  - Alfred Ravonneaux pour Lamartine, romancier populaire et social
  - Louis Théolier pour L’homme noir chez les hommes noirs
- 1932 : 
  - Albert Bessières (jésuite - 1877-1953) pour Catholicisme social et action catholique au siècle de Louis XIV : Gaston de Renty et Henry Buch
  - Marcelle Comolet-Sue pour Lettres de l'oncle Benjamin
  - Isabelle Dudit pour Marbrerey, maître artisan
  - Maurice Grigaut pour Histoire du travail et des travailleurs
  - Jean Joseph Renaud (1873-1953) pour New-York flamboie
- 1933 : 
  - P. Croizier (jésuite) pour Grands mots
  - Eugène Gascoin (1878-1962) pour Réforme de l'État
  - Georges Lamirand pour Le rôle social de l'ingénieur
  - Maurice Rigaux (1875-1952) pour  En route vers les responsabilités. L'équipement social des Jeunes
  - André Roujon pour Philosophie militaire
  - Georges Viance (18..-1940) pour Force et misère du socialisme
- 1934 : 
  - Marguerite Aron pour L’Église et l’Enfant
  - Catherine de Jésus-Christ (sœur de Saint-Joseph de Cluny) pour Au chevet de la souffrance
  - Louis Charvet pour Le guide du chef d'équipe
  - Simone de Keranflec'h-Kernezne (1875-1968) pour La femme de la campagne, ses épreuves, ses responsabilités
  - Louise Delétang (1878-1964) pour L’orage a brisé le chêne
  - Paul Hugon et Roger Picard pour Le Problème des dettes interalliées. Nécessité d'une révision
  - Gustave Kass pour L’État éducateur
  - Joseph Zamanski pour Forces nouvelles
- 1935 : 
  - Séverin Canal pour Étude démographique sur le Tarn-et-Garonne
  - Robert Garric pour Albert de Mun
  - Mlle L. Génin  pour Aux infirmières. Précis de morale professionnelle
  - Olivier Leroy  pour Mes beaux amis
  - Jean Pelissier pour Pour que la France vive
- 1936 : 
  - François Victor Foveau de Courmelles pour Comment élever nos bêtes ? Mes bêtes et mes amis
  - Georges Dwelshauvers (1866-1937) pour L'exercice de la volonté
  - Marcel Génermont pour Jacquemart, bourgeois de Moulins
  - Victor Monod (1882-1938) pour Dévalorisation de l'homme
  - Jean-Félix Noubel pour L'enseignement considéré comme service public
  - Otto Scheid pour L'esprit du IIIe Reich
- 1937 : 
  - Joseph Ageorges pour Sur les chemins de Rome
  - Francis Belin pour Technique d'entraide sociale
  - Louise Delétang (1878-1964) pour Journal d’une ouvrière parisienne pendant la guerre
  - Albert Foucault pour La Société de Secours aux blessés militaires
  - Jacqueline Hébrard pour Le service social auprès de l'enfance d'âge scolaire
  - Madeleine Lavier pour Pour vous... mamans
  - Henri Pradel pour Les devoirs de vacances des parents
- 1938 : 
  - Marcel Braibant (1886-1960) pour D'abord la terre ! Le salut par les paysans
  - Maurice Carité pour Le sort de l'enfance arriérée
  - Richard Chapon pour Le crédit international et les crises d'après guerre
  - Marcel Dutheil pour La population allemande
  - Pierre Henry pour Le mouvement patronal catholique en France
  - Jean Léturgie pour Sœur Marie-Ernestine
- 1939 : 
  - Roger Bonnaud-Delamare (1908-1980) pour L’idée de paix à l’époque carolingienne
  - H. Grimaldi pour Problèmes alsaciens
  - Maurice Halbwachs pour Morphologie sociale
  - Michel Nouvellière pour Une politique française du papier
- 1940 : 
  - Laurent-Victor-Louis Courtois de Langlade pour Conseils pratiques sur l'éducation moderne
  - Madeleine Daniélou pour L'Éducation selon l'esprit
  - Vicomte de  Bellaigue pour Un petit village

### De 1941 à 1987
- 1941 : 
  - Victor Forbin (1864-1947) pour Le pétrole dans le monde
  - Albert Guillaume pour S'il y avait la guerre
- 1942 : 
  - Stéphane Gréhant pour La lutte anti-tuberculeuse
  - Robert Mallet pour Le Retour à la terre
- 1943 : 
  - Ève Bauduin pour La lutte contre l'alcoolisme
  - Paul-Félix Armand-Delille pour Traité de Service social
  - Docteur Marc Duret pour La lutte contre les fléaux sociaux
- 1944 : 
  - François-Paul Raynal (1902-1964) pour Les Artisans du village
  - Jean Yole pour La Terre et les Vivants
- 1945 : Bertrand de Chantérac pour La Terre et l'Homme
- 1946 : 
  - Jean Duhamel pour Pour une République rénovée
  - Émile Giraud (1894-1965) pour La Reconstruction politique de la France
  - Jacquier-Bruère pour Demain la paix. Refaire la France
- 1947 : M. Berri pour Logique d'un nouveau capitalisme
- 1948 : Lucien Duplessy (1895-1956) pour La machine ou l'homme
- 1950 : Pierre Vergnes (1900-1998) pour La symphonie de la terre, pour l'avènement de l'amour humain
- 1951 : R. P. Maurice Verdun pour Le caractère et ses corrélations
- 1952 : 
  - René Nodot pour La discipline dans les centres d’apprentissage
  - Arnaud de Pesquidoux alias Jean Taillemagre pour La vie aux champs
  - René Ristelhueber (1881-1960) pour Au secours des réfugiés
- 1955 : 
  - Françoise Bouriez-Gregg pour Les classes sociales aux États-Unis
  - Pierre Naville pour La vie de travail et ses problèmes
- 1957 : 
  - Jeanne-Marie Linn pour L’assistante sociale française
  - Marguerite Schoell-Langlois (1903-1961) pour La tare
- 1958 : 
  - Yvonne Bougé (1897-1991) pour Mon cœur et vos soucis
  - Henri Joubrel (1914-1983) pour Mauvais garçon de bonne famille, causes, effets, remèdes de l'inadaptation des jeunes à la société
- 1959 : Michèle Aumont (1922-2019) pour En usine, pourquoi ?
- 1960 : Marcelle Risler pour Tournées et Le problème de l’enfant
- 1961 : 
  - Jules Chaix-Ruy (1896-1986) pour Psychologie sociale et sociométrie
  - Pierre Jaccard (1901-1979) pour Histoire sociale du travail, de l'antiquité à nos jours
- 1965 : Docteur Marcel Eck pour L’Homme et l’angoisse
- 1971 : 
  - Hilaire Cuny pour Alexis Carrel
  - Fernand Lequenne (1906-1998) pour La vie d’Olivier de Serres
- 1972 : Guy Vatier pour l'ensemble de ses travaux
- 1974 : Francis de Baecque (1915-2005) pour L’administration centrale de la France
- 1975 : Jean-Alexis Néret (1913-1986) pour Guide pour les handicapés
- 1976 : Jacques Benoist-Méchin pour L’Homme et ses jardins. Les métamorphoses du paradis terrestre
- 1978 : 
  - Marie-André Bochereau pour Introduction à la psychologie des infirmières
  - Vincent de Gaulejac et Gilbert Mury pour Les jeunes de la rue
- 1979 : Édouard Bled pour Mes écoles
- 1980 : Agnès Pitrou (1924-2012) pour Vivre sans famille ?
- 1983 : Georges Hacquard pour Histoire d’une institution française. L’École alsacienne. Naissance d’une école libre : 1871-1891
- 1987 : Catherine Rouvier pour Les idées politiques de Gustave le bon